# Трансферкар
Трансферкар (англ. transfercar, от лат. transfero — переношу, перемещаю и англ. саr — вагон, тележка) — саморазгружающийся и самодвижущийся грузовой вагон, используемый на металлургических предприятиях для подачи сырья к доменным печам.

## Конструкция
Трансферкар имеет обычно две двухосные тележки, на которых расположен открытый сверху кузов, разделённый поперечной перегородкой на два бункера с наклонным полом и механическим устройствами для разгрузки. Трансферкар имеет четыре тяговых электродвигателя.

## Трансферкар Т-70
Трансферкар Т-70 предназначен для транспортировки шихтовых материалов с рудного двора к рудным бункерам эстакады доменного цеха. Он представляет собой самоходный вагон с бункером, снабженным двумя плотно запирающимися створками, каждая из которых имеет по два механизма открывания и закрывания, управляемых с помощью электроприводов. Стенки бункера в нижней части футеруются специальным материалом, имеющим повышенную износостойкость. Сварная рама трансферкара опирается на две усиленные двухосные ходовые тележки. На раме смонтированы две кабины машиниста и компрессорная установка с двумя воздухосборниками, служащими для привода тормоза механизма передвижения трансферкара. Управление всеми механизмами трансферкара осуществляется вручную с пультов управления, расположенных в каждой из двух кабин. Кабины спроектированы таким образом, чтобы обеспечить повышенную комфортность работы машиниста. Подвод электропитания обеспечивается посредством токосъемников, расположенных на боковой поверхности одной из кабин. 
Технические характеристики Т-70:
- Грузоподъемность — 70 т
- Ёмкость бункера — 32 м³
- Скорость передвижения загруженного трансферкара — 20 км/ч
- Скорость передвижения порожнего трансферкара — 24 км/ч
- Продолжительность открывания, и закрывания дверей механизма затвора — 10 с
- Масса — 69 т